# Costantino di Baviera
Costantino di Baviera, il cui nome completo era Costantino Leopoldo Ludovico Adalberto Giorgio Taddeo Giuseppe Pietro Giovanni Antonio Francesco d'Assisi Assunzione et omnes sancti (Monaco di Baviera, 15 agosto 1920 – Hechingen, 30 luglio 1969), fu un membro della Casa reale bavarese dei Wittelsbach, nonché giornalista, scrittore e politico tedesco.

## Biografia

### Infanzia e gioventù
Costantino nacque a Monaco di Baviera, figlio maggiore del principe Adalberto di Baviera e della moglie Augusta, nata contessa von Seefried auf Buttenheim.
Nel 1939, come la maggior parte dei giovani tedeschi della sua età, il Principe venne arruolato nell'esercito; la sua carriera militare fu comunque molto breve, infatti nel 1941 esso venne esonerato da tutti i doveri bellici a conseguenza del cosiddetto Prinzenerlass. L'anno seguente iniziò quindi a studiare giurisprudenza alla Albert-Ludwigs-Universität di Friburgo in Brisgovia; dopo la laurea, conseguita nel 1944, egli lavorò presso l'Alta Corte Regionale di Karlsruhe, ma venne presto arrestato, come la maggior parte dei suoi parenti, dopo il fallito tentativo di assassinare Adolf Hitler e rimase in prigione fino alla fine della guerra.

### Secondo dopoguerra
Dopo la guerra il principe Costantino di Baviera iniziò a lavorare come giornalista per la rivista Neu Revue, per il Süddeutsche Zeitung ed in seguito per il famoso magazine tedesco Bunte. Nel 1958 egli pubblicò inoltre una biografia di Papa Pio XII, intitolata Der Papst, e tre anni più tardi un libro storico, Ohne Macht und Herrlichkeit. Costantino divenne anche un membro dell'Unione Cristiano-Sociale in Baviera, uno dei più grandi partiti politici bavaresi, e venne eletto deputato del parlamento bavarese nel 1962 e presso il Bundestag nel 1965.

### Matrimonio
Il 26 agosto 1942 Costantino sposò la principessa Maria Adelgonda di Hohenzollern-Sigmaringen, figlia del principe Federico Vittorio di Hohenzollern-Sigmaringen e della principessa Margherita Carola di Sassonia. Il matrimonio, tenutosi a Sigmaringen, venne descritto come «il più grande evento mondano durante la guerra»; secondo un contemporaneo «una schiera di fotografi e cameramen dei cinegiornali» erano presenti alla processione partita dal castello.
La coppia ebbe due figli:
- Leopold Rupprecht Ludwig Ferdinand Adalbert Friedrich Maria et omnes sancti (n. Schloss Umkirch, 21 giugno 1943); ha sposato morganaticamente nel 1977 Ursula Möhlenkamp, ma il 3 marzo 1999 il matrimonio venne riconosciuto come dinastico. Ha discendenza;
- Adalbert Friedrich Johannes Maria et omnes santi (n. Krauchenwies, 27 dicembre 1944); nel 1978 sposò Marion Malkowsky, da cui divorziò nel 1983. Nel 1986 sposò in seconde nozze, morganaticamente, Sandra Burghardt, ma anche in questo caso nel 1999 il matrimonio venne dichiarato dinastico. Ha discendenza.

Costantino e Maria Adelgonda divorziarono il 14 luglio 1948 e l'annullamento venne ufficializzato il 24 marzo 1950.
Il 14 agosto 1953 Costantino si sposò nuovamente, con la contessa Helene (Hella) von Khevenhüller-Metsch, figlia del conte Franz von Khevenhüller-Metsch e della principessa Anna von Fürstenberg. La cerimonia civile venne celebrata a Sankt Georgen am Längsee, in Carinzia, mentre quella religiosa, avvenuta il giorno seguente, a Hohenosterwitz. La coppia ebbe una figlia:
- Isabella Elena Anna Augusta Maria de la Paz Ludovico-Fernanda et omnes sancti (n. Monaco, 20 luglio 1954); ha sposato nel 1976 il conte Alfred Hoyos, signore di Stichsenstein.

### Morte
Costantino di Baviera perse la vita il 30 luglio 1969 in un incidente aereo vicino ad Hechingen, nel Baden-Württemberg; è sepolto nel cimitero dell'abbazia di Andechs, in Baviera.

## Pubblicazioni
- Nach der Sintflut, Bergisch Gladbach, Lübbe, 1988
- Nach der Sintflut, Süddeutscher Verlag, Monaco, 1986
- Papst Pius XII. [der Zwölfte], Christiana-Verlag, Stein am Rhein, 1980
- Des Königs schönste Damen, Süddeutscher Verlag, Monaco, 1980
- Prinz und Demokrat. Konstantin von Bayern, Langen/Müller, Monaco, 1970
- Die Zukunft sichern, Seewald, Stoccarda-Degerloch, 1969
- Ohne Macht und Herrlichkeit, List, Monaco, 1961
- Der Papst, Bertelsmann Lesering, Gütersloh, 1959
- Der Papst, Kindler, Monaco, 1958
- Der Papst, Ullstein Taschenbücher-Verl., Francoforte sul Meno, 1958

## Antenati
|                                     |                                    |                                      | Genitori                              |  |  | Nonni |  |  | Bisnonni             |  |  | Trisnonni             |  |
|                                     |                                    |                                      |                                       |  |  |       |  |  | Adalberto di Baviera |  |  | Ludovico I di Baviera |  |
|                                     |                                    |                                      |                                       |  |  |       |  |  | Adalberto di Baviera |  |  | Ludovico I di Baviera |  |
|                                     |                                    | Teresa di Sassonia-Hildburghausen    |                                       |  |  |       |  |  | Adalberto di Baviera |  |  |                       |  |
| Ludovico Ferdinando di Baviera      |                                    |                                      |                                       |  |  |       |  |  | Adalberto di Baviera |  |  |                       |  |
|                                     |                                    | Amalia Filippina di Borbone-Spagna   | Francesco di Paola di Borbone-Spagna  |  |  |       |  |  |                      |  |  |                       |  |
|                                     |                                    | Amalia Filippina di Borbone-Spagna   | Francesco di Paola di Borbone-Spagna  |  |  |       |  |  |                      |  |  |                       |  |
|                                     |                                    | Amalia Filippina di Borbone-Spagna   | Luisa Carlotta di Borbone-Due Sicilie |  |  |       |  |  |                      |  |  |                       |  |
| Adalberto di Baviera                |                                    | Amalia Filippina di Borbone-Spagna   |                                       |  |  |       |  |  |                      |  |  |                       |  |
|                                     |                                    | Francesco d'Assisi di Borbone-Spagna | Francesco di Paola di Borbone-Spagna  |  |  |       |  |  |                      |  |  |                       |  |
|                                     |                                    | Francesco d'Assisi di Borbone-Spagna | Francesco di Paola di Borbone-Spagna  |  |  |       |  |  |                      |  |  |                       |  |
|                                     |                                    | Francesco d'Assisi di Borbone-Spagna | Luisa Carlotta di Borbone-Due Sicilie |  |  |       |  |  |                      |  |  |                       |  |
| Maria de la Paz di Borbone-Spagna   |                                    | Francesco d'Assisi di Borbone-Spagna |                                       |  |  |       |  |  |                      |  |  |                       |  |
|                                     |                                    | Isabella II di Spagna                | Ferdinando VII di Spagna              |  |  |       |  |  |                      |  |  |                       |  |
|                                     |                                    | Isabella II di Spagna                | Ferdinando VII di Spagna              |  |  |       |  |  |                      |  |  |                       |  |
|                                     |                                    | Isabella II di Spagna                | Maria Cristina di Borbone-Due Sicilie |  |  |       |  |  |                      |  |  |                       |  |
| Costantino di Baviera               |                                    | Isabella II di Spagna                |                                       |  |  |       |  |  |                      |  |  |                       |  |
|                                     | Ludwig von Seefried auf Buttenheim | Adolf von Seefried auf Buttenheim    |                                       |  |  |       |  |  |                      |  |  |                       |  |
|                                     | Ludwig von Seefried auf Buttenheim | Adolf von Seefried auf Buttenheim    |                                       |  |  |       |  |  |                      |  |  |                       |  |
|                                     | Ludwig von Seefried auf Buttenheim | Karoline von Deroy                   |                                       |  |  |       |  |  |                      |  |  |                       |  |
| Otto von Seefried auf Buttenheim    | Ludwig von Seefried auf Buttenheim |                                      |                                       |  |  |       |  |  |                      |  |  |                       |  |
|                                     |                                    | Emilie von Schmaltz                  | …                                     |  |  |       |  |  |                      |  |  |                       |  |
|                                     |                                    | Emilie von Schmaltz                  | …                                     |  |  |       |  |  |                      |  |  |                       |  |
|                                     |                                    | Emilie von Schmaltz                  | …                                     |  |  |       |  |  |                      |  |  |                       |  |
| Augusta von Seefried auf Buttenheim |                                    | Emilie von Schmaltz                  |                                       |  |  |       |  |  |                      |  |  |                       |  |
|                                     |                                    | Leopoldo di Baviera                  | Luitpold di Baviera                   |  |  |       |  |  |                      |  |  |                       |  |
|                                     |                                    | Leopoldo di Baviera                  | Luitpold di Baviera                   |  |  |       |  |  |                      |  |  |                       |  |
|                                     |                                    | Leopoldo di Baviera                  | Augusta Ferdinanda d'Asburgo-Toscana  |  |  |       |  |  |                      |  |  |                       |  |
| Elisabetta Maria di Baviera         |                                    | Leopoldo di Baviera                  |                                       |  |  |       |  |  |                      |  |  |                       |  |
|                                     |                                    | Gisella d'Asburgo-Lorena             | Francesco Giuseppe I d'Austria        |  |  |       |  |  |                      |  |  |                       |  |
|                                     |                                    | Gisella d'Asburgo-Lorena             | Francesco Giuseppe I d'Austria        |  |  |       |  |  |                      |  |  |                       |  |
|                                     |                                    | Gisella d'Asburgo-Lorena             | Elisabetta di Baviera                 |  |  |       |  |  |                      |  |  |                       |  |
|                                     |                                    | Gisella d'Asburgo-Lorena             |                                       |  |  |       |  |  |                      |  |  |                       |  |